# Flori Mumajesi
Florian Mumajesi (Tirana, 23 agosto 1982) è un cantante, cantautore e produttore discografico albanese.

## Carriera
Anche se Florian ha fatto il suo debutto come cantante band con i The Dreams, ha successivamente raggiunto un posto di rilievo nella  musica albanese come cantante solista e poi come compositore. Dapprima ha iniziato a Kenga Magjike nel 2002 , e poi ha continuato a collaborare con diversi artisti. Ha lavorato con Soni Malaj per un periodo di tempo. Insieme ad alcuni altri professionisti della musica in Albania, ha deciso di aprire la sua casa discografica, denominata Threedots Production, in cui sono stati messi sotto contratto artisti come Elvana Gjata e Samanta Karavello.
All'inizio, la sua carriera di solista non ha avuto grande successo in Albania. Tuttavia, dopo il rilascio di "Tallava", "PlayBack" e "Me zemer", ha ottenuto ottimi riscontri di interesse dal pubblico per il suo genere , un mix di musica dance, R & B e altri ritmi moderni come Tallava.
Ha poi avuto l'attenzione internazionale dopo il suo lavoro sul programma TV bulgaro Balkanika TV, canale musicale molto importante nell'ambito della musica balcanica. Dopo il suo debutto di successo, ha ricevuto più nomination a Balcan Music Awards per il suo contributo nel 2009 per la musica balcanica, e alla cerimonia la sua canzone "Playback" ha vinto come "Migliore canzone d'Albania", classificandosi anche al secondo posto come miglior canzone dei Balcani. Un anno dopo, è stato anche nominato come il compositore di "Origjinale" di Aurela Gaçe, e nella cerimonia, la sua canzone è stata nominata come Miglior Canzone dei Balcani del 2010.
L'8 dicembre 2018 ha vinto la ventesima edizione del festival albanese Kënga Magjike, con il singolo "Plas".